# بروسبير إليس
بروسبير إليس (بالإنجليزية: Prosper Ellis)‏ هو مهندس معماري أسترالي، ولد في 14 أغسطس 1895 في نيوتاون ‏ في أستراليا، وتوفي في 29 يوليو 1980 في Bowral ‏ في أستراليا.